# Sân bay Orio al Serio
Sân bay quốc tế Orio al Serio (IATA: BGY, ICAO: LIME) là một sân bay ở Orio al Serio, gần Bergamo, Italia. Sân bay này phục vụ hàng không giá rẻ của Milano. Orio al Serio do SACBO (Società Aeroporto Civile Bergamo Orio al Serio) vận hành. Năm 2006, có 5,2 triệu lượt khách thông qua sân bay này, số lượt chuyến là 56.358, 136.339 tấn hàng. Cùng với Sân bay Linate và Sân bay quốc tế Malpensa, sân bay này tạo thành hệ thống sân bay của Milano.

## Các hãng hàng không và các tuyến điểm
- Aerocondor (Elba)
- Alitalia (Rome-Fiumicino)[1]
- Blue Air (Bacău, Bucharest-Băneasa)[1]
- bmibaby (Birmingham)[1]
- Brussels Airlines (Brussels)[1]
- Carpatair (Timişoara)[1]
- ElbaFly (Elba) two daily flights twice weekly[1]
- Jet2.com (Leeds/Bradford)[1]
- Meridiana (Cagliari, Olbia)[1]
- MyAir (Bari, Bastia, Brindisi, Bucharest-Băneasa, Cagliari, Casablanca, Catania, Istanbul-Sabiha Gökçen, Lille, Madrid, Marrakech, Napoli, Palermo, Paris-Orly, Reggio Calabria, Sofia, Timişoara [begins 22 September] Venice)[1]
- Nouvelair (Djerba, Monastir)
- Onur Air (Izmır, Turkey)
- Ryanair (Alghero, Alicante, Arad [ends July 31], Bari, Berlin [begins October 27], Billund, Bournemouth [begins October 28], Bratislava, Bremen, Brindisi [begins October 29], Bristol, Brussels-Charleroi, Cagliari, Dublin, Dusseldorf-Weeze, East Midlands, Eindhoven, Frankfurt-Hahn, Girona, Glasgow-Prestwick, Gotheborg-City, Granada, Hamburg-Lübeck, Krakow, Lamezia-Terme, Liverpool, London-Luton, London-Stansted, Manchester, Newcastle, Oslo-Torp, Paris-Beauvais, Porto, Riga, Rome-Ciampino, Santander, Shannon, Seville, Stockholm-Skavsta, Tampere, Trapani [begins July 2], Valencia, Valladolid, Zaragoza)
- transavia.com (Amsterdam)[1]
- TUIfly (Hanover, Stuttgart)[1]
- Wizz Air (Bucharest-Băneasa, Budapest, Cluj-Napoca, Katowice, Kiev-Boryspil [begins September 15], Sofia [begins July 21], Warsaw)[1]

### Các hãng vận tải hàng hóa
- DHL Air (Ancona, Athens, Belgrade, Bologna, Bucharest, Budapest, Brussels, Cologne, East Midlands, Edinburgh, Geneva, Leipzig, Ljubljana, Paris CDG, Pisa, Sofia, Tel Aviv, Treviso, Zagreb)
- MiniLiner